# Rhön
Rhön – pasmo górskie pochodzenia wulkanicznego w środkowych Niemczech (Bawaria, Turyngia i Hesja), rezerwat biosfery. Część Średniogórza Niemieckiego. Rhön jest znany ze swych źródeł mineralnych i łagodnych szczytów. Wzniesienia w paśmie osiągają do 950,2 m n.p.m. (Wasserkuppe). Największym miastem w pobliżu jest Fulda.

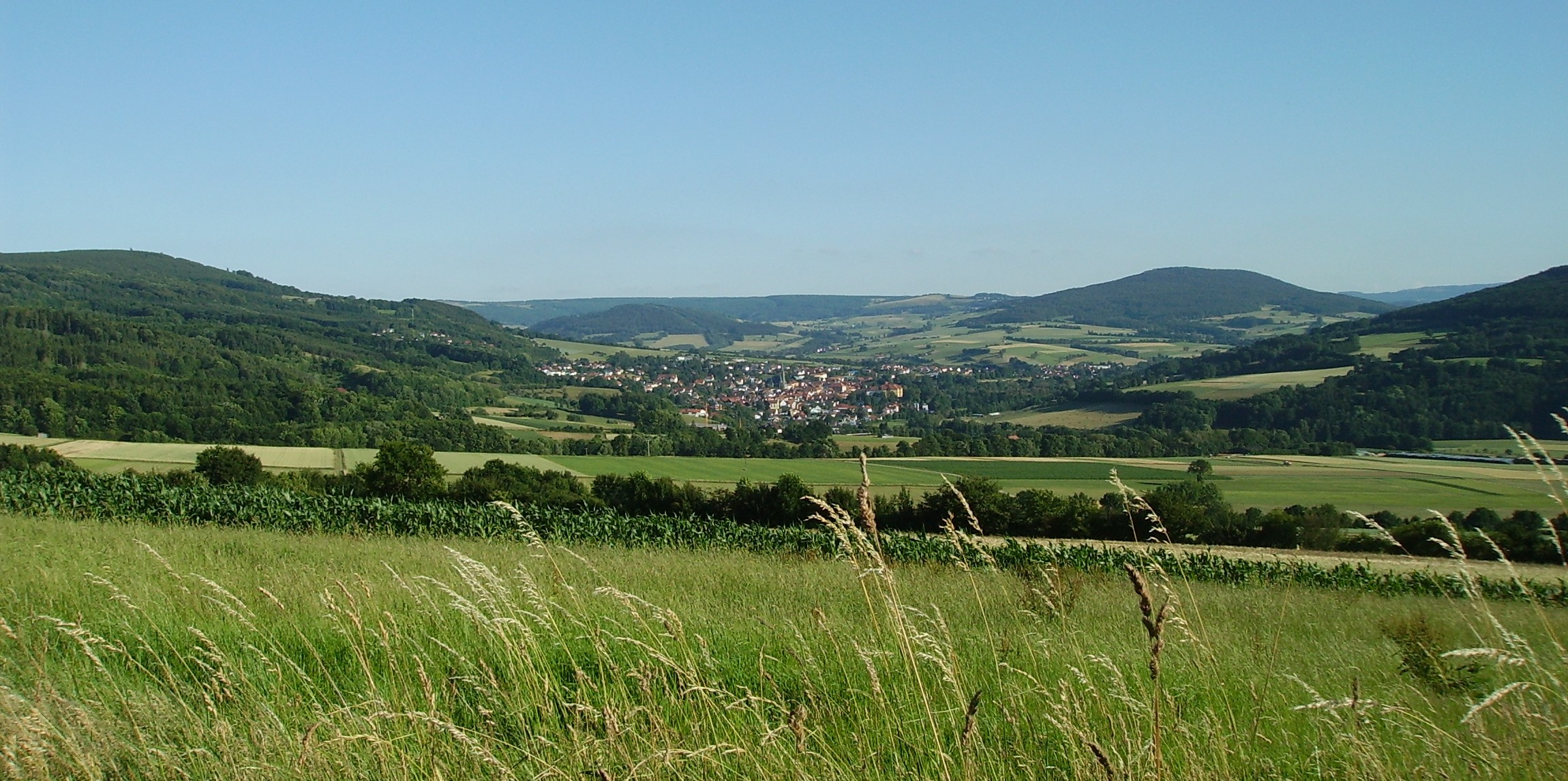
Krajobraz Rhönu niedaleko miejscowości Tann w czerwcu
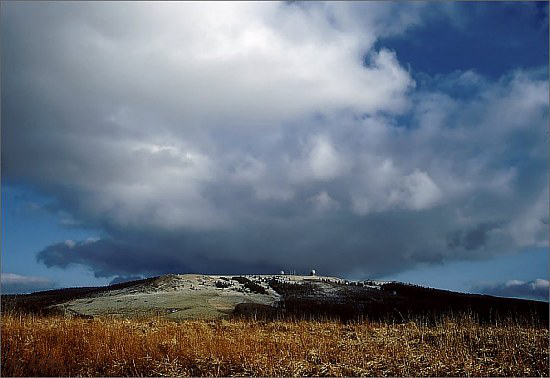
Wasserkuppe
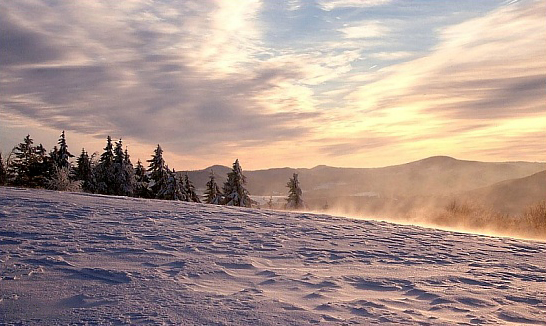
Rhön zimą
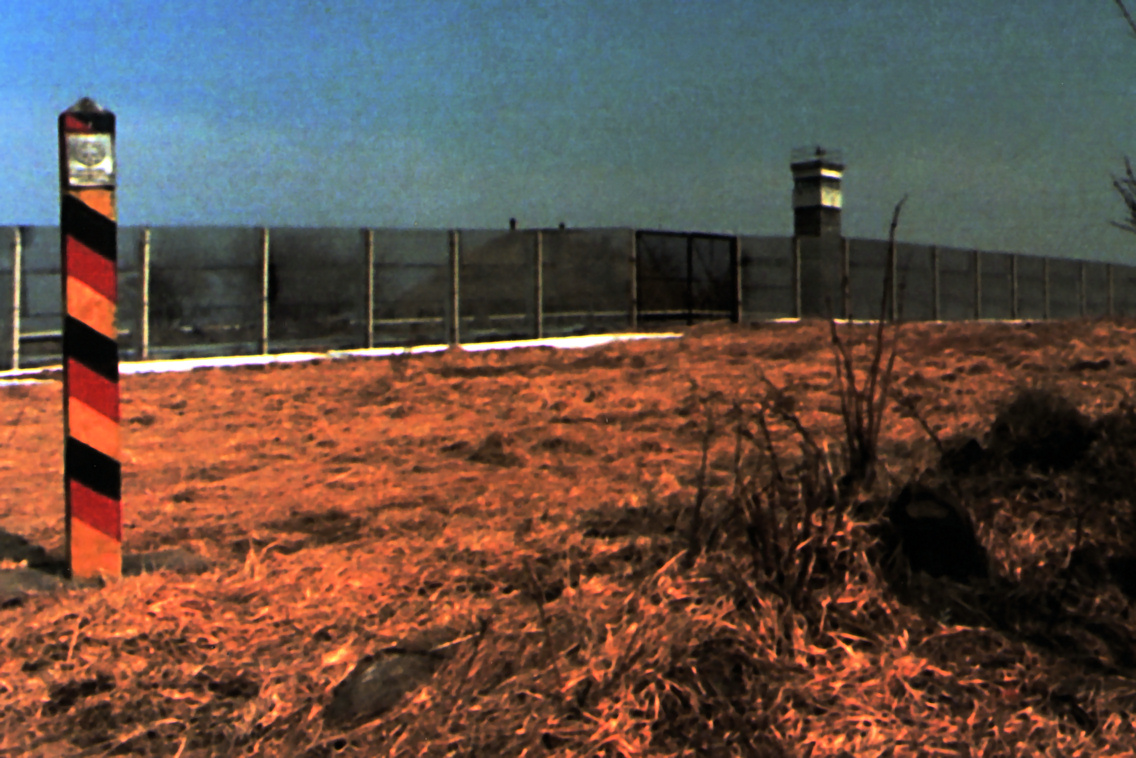
Granica między RFN a NRD w 1982 roku